# شون كريستنسن
شون كريستنسن (بالإنجليزية: Shawn Christensen)‏ مواليد القرن 20 في بكبسي، نيويورك، الولايات المتحدة، هو ممثل ومخرج وكاتب سيناريو أمريكي بدأ مسيرته الفنية سنة 2000. هو من الفائزين بجائزة الأوسكار حيث فاز بجائزة الأوسكار لأفضل فيلم حي قصير. درس في معهد برات.

## روابط خارجية
- شون كريستنسن على موقع IMDb (الإنجليزية)
- شون كريستنسن على موقع ألو سيني (الفرنسية)
- شون كريستنسن على موقع ميوزك برينز (الإنجليزية)
- شون كريستنسن على موقع أول موفي (الإنجليزية)
- شون كريستنسن على موقع قاعدة بيانات الأفلام السويدية (السويدية)
- شون كريستنسن على موقع قاعدة بيانات الفيلم (الإنجليزية)
- شون كريستنسن على موقع كينوبويسك (الروسية)